# Bergvik Skog Öst
Bergvik Skog Öst är en av Sveriges största skogsägande bolag och förvaltar cirka 360 000 hektar mark i Mellansverige. På företagets mark bedrivs miljöcertifierat skogsbruk och de upplåter mark till jakt, fiske, täktverksamhet, vindkraft med mera.
Markinnehavet ligger huvudsakligen i Uppland, Gästrikland, Hälsingland och Dalarna. På den produktiva skogsmarken bedrivs miljöcertifierat skogsbruk enligt FSC®- och PEFC-certifiering.

## Historia
I samband med en omstrukturering av Bergvik Skog AB, bildades Bergvik Skog Öst år 2019.
Tidigare Bergvik Skog AB var ett gemensamt skogsbolag, som ägdes av Stora Enso, FAM AB, Länsförsäkringar, BillerudKorsnäs, AP-fonden med flera, som delades upp. BillerudKorsnäs förvärvade Bergvik Skog Öst för cirka 6,4 miljarder kronor.
Under året 2019 köper AMF Pension 90 % av BillerudKorsnäs innehav i Bergvik Skog Öst.

## Ägare
Bergvik Skog Öst ägs till 89,9 % av pensionsbolaget AMF och 10,1 % av BillerudKorsnäs.